# Uffe Toudal Pedersen
Uffe Toudal Pedersen (født 26. marts 1954 i Ubberup) er en dansk embedsmand. Han er departementschef i Udlændinge-, Integrationsministeriet.
Han er uddannet cand.scient.pol. fra Aarhus Universitet i 1981.
Før han tiltrådte stillingen som  departementschef i Udlændinge-, Integrations- og Boligministeriet var han departementschef i Uddannelses- og Forskningsministeriet.